# Alfredo Ottaviani

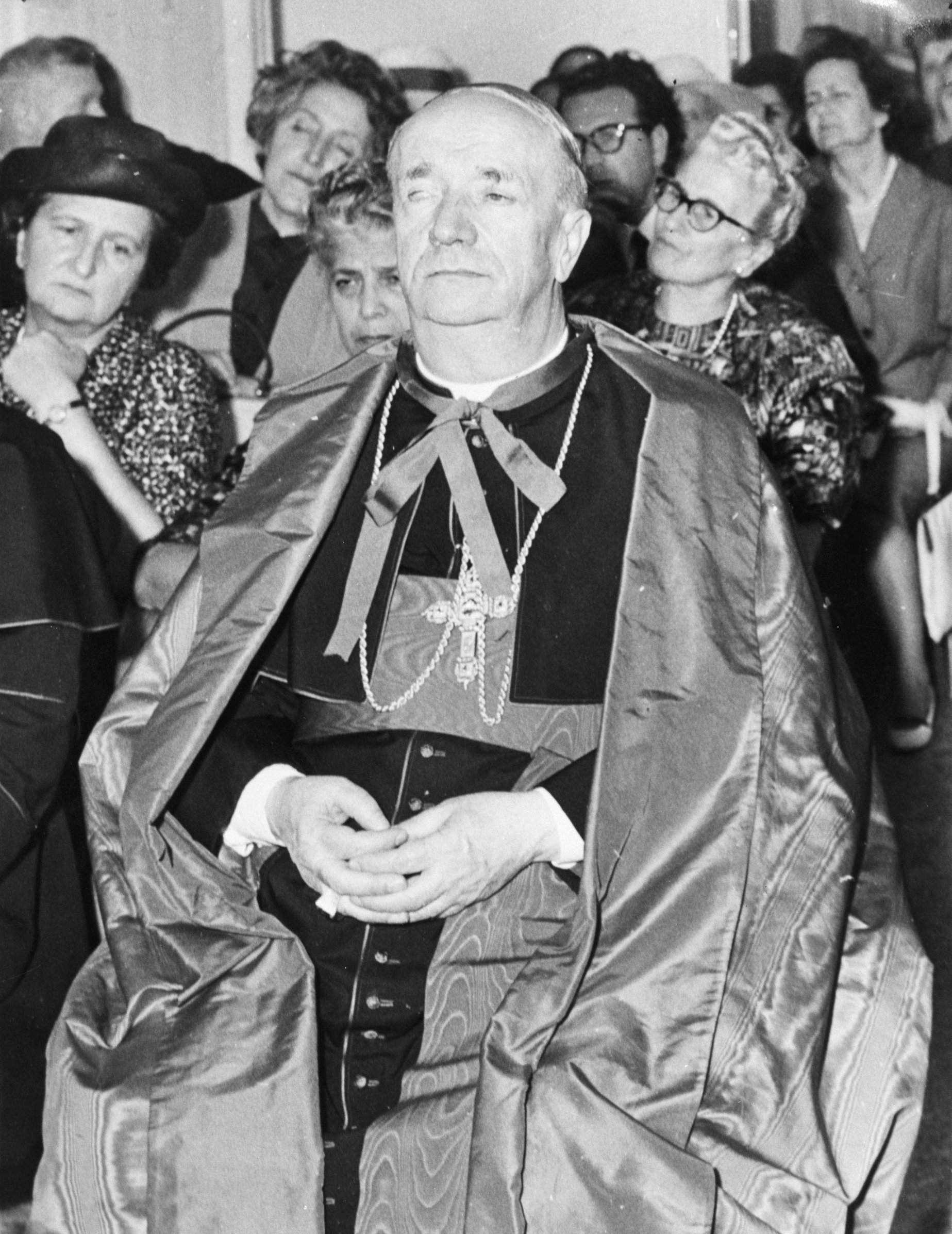
Alfredo Kardinal Ottaviani (1962)

Kardinalswappen (nach seiner Bischofsweihe 1962)

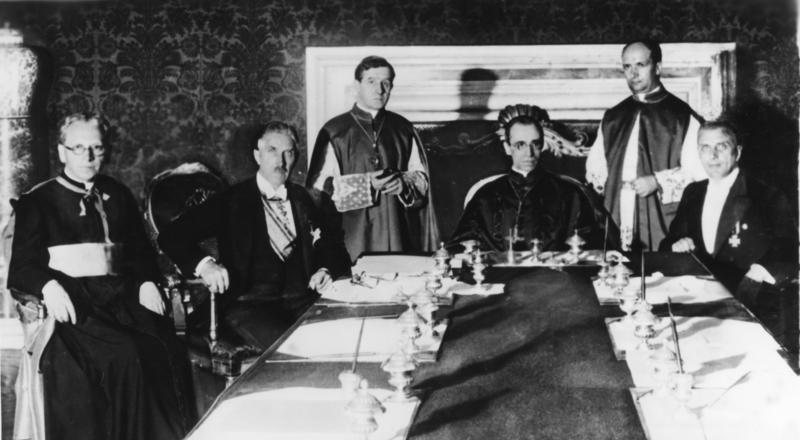
Alfredo Ottaviani (2. v. r.) als Substitut des Staatssekretariates bei der Unterzeichnung des Konkordats mit dem Deutschen Reich (1933)

Alfredo Kardinal Ottaviani (* 29. Oktober 1890 in Rom, Italien; † 3. August 1979 in der Vatikanstadt) war ein Kurienkardinal der römisch-katholischen Kirche.

## Leben
Alfredo Ottaviani wurde am 29. Oktober 1890 in Rom als zwölftes und jüngstes Kind eines Bäckerehepaars geboren und wurde Theologe und Kirchenrechtler. In Rom empfing er am 18. März 1916 das Sakrament der Priesterweihe.
Von 1926 bis 1928 war er Rektor des Collegium Bohemicum in Rom. In den Jahren 1928 und 1929 war Ottaviani Sekretär der Kongregation für Außerkirchliche Angelegenheiten und ab dem 7. Juni 1929 Substitut am Staatssekretariat, zunächst unter Kardinalstaatssekretär Pietro Gasparri. Seit dem 19. Dezember 1935 war er Assessor am Heiligen Offizium, dem heutigen Dikasterium für die Glaubenslehre. Papst Pius XII. nahm ihn am 12. Januar 1953 als Kardinaldiakon mit der Titeldiakonie Santa Maria in Domnica in das Kardinalskollegium auf und ernannte ihn am 15. Januar desselben Jahres zum Prosekretär des Heiligen Offizium. Nach dem Tod des Papstes nahm Kardinal Ottaviani am Konklave 1958 teil. Am 7. November 1959 wurde er von Papst Johannes XXIII. zum Sekretär des Offiziums erhoben. Da Präfekt des Heiligen Offiziums bis zur Neustrukturierung als Kongregation für die Glaubenslehre stets der Papst selbst war, bedeutete das Amt des Sekretärs praktisch die Leitung dieser Behörde.
Am 5. April 1962 zum Titularerzbischof von Berrhoea pro hac vice ernannt, empfing er am 19. April des genannten Jahres durch Papst Johannes XXIII. die Bischofsweihe; Mitkonsekratoren waren die Kardinäle Giuseppe Pizzardo und Benedetto Aloisi Masella. Er nahm auch am Konklave 1963 teil; als Kardinalprotodiakon verkündete er mit dem Habemus papam die Wahl Pauls VI. Ottaviani war der letzte Kardinal, der einen Papst krönte. Unter Papst Paul VI. war er von 1963 bis Dezember 1965 zunächst Kardinalsekretär, dann bis zum 6. Januar 1968 der erste Präfekt der Kongregation für die Glaubenslehre. Diese wurde in der Nachfolge des Heiligen Offiziums 1965 neu gegründet. Am 26. Juni 1967 wurde er unter Erhebung seiner Titeldiakonie zur Titelkirche pro hac vice zum Kardinalpriester ernannt.
Er starb am 3. August 1979 nach längerer Krankheit in der Vatikanstadt. Am 6. August 1979 zelebrierte Johannes Paul II. die Totenmesse für den Verstorbenen. Kardinal Ottaviani wurde in der Kirche San Pietro in Borgo im Vatikan beigesetzt.

## Rolle auf dem Konzil und danach
Ab 1960 leitete er die theologische Vorbereitungskommission für das Zweite Vatikanische Konzil und ab 1962 die Konzilskommission. Kardinal Ottaviani war zusammen mit den Kardinälen Giuseppe Siri und Ernesto Ruffini ein wichtiger Vertreter des konservativen Lagers auf dem Zweiten Vatikanischen Konzil, das sich im Coetus Internationalis Patrum zusammenfand. In seiner Leitungsfunktion in der Vorbereitungskommission war er zusammen mit Kardinal Michael Browne maßgeblich an der Erarbeitung von Dokumententwürfen beteiligt.
Im Juli 1967 begutachtete Ottaviani die Eucharistischen Hochgebete II, III und IV und befand sie als theologisch einwandfrei. Diese waren vom Consilium zur Durchführung der Liturgiereform nach Kriterien der römischen Tradition erarbeitet worden. Gegenüber dem Entwurf V, der sich an die Basilius-Anaphora anlehnte, erhob Ottaviani aber Bedenken, weil dieser Entwurf sich zu sehr der orientalischen Tradition annäherte, also einen „Mischritus“ hätte begründen können. Die nachfolgende Liturgiereform respektierte diese Bedenken und für das Römische Messbuch in der Ausgabe von 1970 wurden nur vier Hochgebete vorgesehen.
1968 gehörte Ottaviani zu den Bischöfen, die die Enzyklika Humanae vitae unterstützten, während insbesondere aus dem deutschsprachigen Raum mit der deutschen Königsteiner Erklärung, der schweizerischen Solothurner Erklärung und der österreichischen Mariatroster Erklärung die Bischöfe Kritik an der Enzyklika äußerten.
1970, damals bereits 80 Jahre alt, protestierte Ottaviani gegen den Beschluss Pauls VI., alle über 80-jährigen Kardinäle aus dem Konklave auszuschließen, und warf dem Papst „Missachtung einer vielhundertjährigen Tradition“ vor.

## Theologie
Kardinal Ottaviani, persönlich ein umgänglicher und pastoral interessierter Mann, wandte sich energisch gegen atheistische Ideologien, vor allem gegen das sowjetische Kommunismus-Modell. Jedoch trat er bereits 1947 mit der Forderung hervor „Bellum omnino est interdicendum“ („Der Krieg ist völlig zu untersagen“); beim II. Vatikanischen Konzil unterstützte er bei den Beratungen über die Pastoralkonstitution Gaudium et spes die Mehrheit, welche die Kirche auf das Ziel der völligen Abschaffung des Krieges hin verpflichten wollte.
Im Ruhestand wurde Ottaviani zum Kritiker der Liturgiereform, zusammen mit unter anderen Antonio Bacci und gleichzeitig mit der Bewegung von Marcel Lefebvre. Unter dem Begriff Ottaviani-Intervention wurde die Schrift Kurze kritische Untersuchung des neuen „Ordo Missae“, in der die nachkonziliare Liturgiereform scharf kritisiert wird, bekannt. Papst Paul VI. entsprach dieser Kritik insoweit, als zum Missale von 1970 ein Prooemium verfasst wurde, das die Vereinbarkeit der Reform mit der römischen Tradition ausführlich begründete. Der Brief wurde vermutlich von einer Gruppe konservativer Kleriker aus dem Umfeld des Coetus Internationalis Patrum verfasst, unterzeichnet wurde er von Alfredo Ottaviani und Antonio Bacci.
Die Glaubenskongregation unter Kardinal Franjo Šeper, der selbst kein Freund der Liturgiereform war und sich mehrfach gegen den Liturgiereformer Annibale Bugnini stellte, wies die Untersuchung am 12. November 1969 als oberflächlich und falsch zurück.

## Crimen sollicitationisund sexueller Missbrauch von Kindern
Alfredo Ottaviani verfasste 1962 für den Vatikan bestätigt durch Papst Johannes XXIII. ein 69-seitiges Schreiben: Crimen sollicitationis. Es legte detaillierte Regeln für das Vorgehen bei kirchlichen Untersuchungen in Fällen dar, in denen ein Priester des sexuellen Missbrauchs in irgendeiner Verbindung mit dem Beichtsakrament beschuldigt wird. Richter und weitere von Amts wegen Beteiligte der Untersuchung („ein jeder, der in irgendeiner Weise zum Gericht gehört“) würden automatisch der Exkommunikation unterliegen, wenn sie irgendetwas über den Verlauf der Untersuchung enthüllen, auch dann, wenn bereits ein Urteil gesprochen und umgesetzt wurde (Abs. 11). Diese Strafandrohung gilt jedoch weder dem Kläger noch weiteren Zeugen (Abs. 13). Im Gegenteil, jeder, der im Wissen um einen derartigen Missbrauch diesen nicht innerhalb eines Monats zur Anzeige bringt, unterliegt seinerseits automatisch der Exkommunikation und kann erst die Absolution erhalten, nachdem er den Priester angezeigt hat oder zumindest dies ernsthaft versprochen hat (Abs. 18). Die Verletzung der Vertraulichkeit durch den Beschuldigten wurde ebenfalls nicht mit Exkommunikation belegt, sondern mit der Suspension (Abs. 13).
Im Jahr 2003, 24 Jahre nach Ottavianis Tod, wurde dieses Dokument von Medienberichten als ein Versuch zur „Verschleierung sexuellen Missbrauchs“ dargestellt. Einige berichteten, dass Kläger der Exkommunikation unterlägen, wenn sie ihre Anklage öffentlich machen würden, sowie, dass das Dokument in den vatikanischen Geheimarchiven aufbewahrt werde, in denen es ein Anwalt gefunden habe, der Fälle sexuellen Missbrauchs durch katholische Priester untersucht habe. Tatsächlich wurde aber das Schreiben an „alle Patriarchen, Erzbischöfe, Bischöfe und Ordinariate, Ostkirchen einbezogen“ gesandt und konnte dort aufgefunden werden.

## Schriften
- Alfredo Ottaviani, Antonio Bacci (Hrsg.): Kurze kritische Untersuchung des neuen „Ordo Missae“. Rom, 25. September 1969.